# Malthomyces calamigena
Malthomyces calamigena är en svampart som först beskrevs av Berk. & Broome, och fick sitt nu gällande namn av K.D. Hyde & P.F. Cannon 1999. Malthomyces calamigena ingår i släktet Malthomyces och familjen Phyllachoraceae.   Inga underarter finns listade i Catalogue of Life.